# チャールズ・クラフト
チャールズ・H・クラフト（英語：Charles H. Kraft 、1932年 - ）は、アメリカ合衆国の人類学者、言語学者、牧師である。インナー・ヒーリングと霊の戦いで知られる。コネチカット州出身。
ホイートン大学、アッシュランド大学の神学校卒。1950年頃ナイジェリア宣教師。ハートフォード神学校で（PhD）博士号取得。カリフォルニア大学ロサンゼルス校（UCLA）で言語学の教鞭をとる。1969年からフラー神学大学の世界宣教学部教授。1982年に、同僚のピーター・ワグナー教授、ジョン・ウィンバーとともに、聖霊の第三の波の周知に貢献した。教会成長運動の推進者の一人。
カリフォルニア州在住。

## 著書
- 私たちにゆだねられた神の権威（藤井正也 訳 プレイズ出版）
- 力あるキリスト教―世界観としるしと不思議（福田充男、松岡美紀 訳 新生出版社） ISBN 4882810670

## 参考
- U. S. Copyright Office